# الدوري النمساوي 1980–81
الدوري النمساوي الممتاز 1980–81 (بالألمانية: Österreichische Fußballmeisterschaft 1980/81)‏ هو الموسم 70 من بوندسليغا النمسا لكرة القدم. أشرف على تنظيمه اتحاد النمسا لكرة القدم، وكان عدد الأندية المشاركة فيه 10، وفاز فيه أوستريا فيينا.